# FK Akron Toljatti
FK Akron is een Russische voetbalclub uit Toljatti.
De club werd in 2018 opgericht en kwam in 2019 uit op het derde niveau. Akron promoveerde in 2020 naar de Eerste liga omdat de club bovenaan stond in de poule toen de competitie werd stilgelegd vanwege COVID-19. In het seizoen 2020/21 eindigde de club als 17e maar degradeerde niet omdat FK Tambov geen licentie aanvroeg. Hierna eindigde de club twee seizoenen als negende. In het seizoen 2023/24 plaatste Akron zich voor promotie-degradatiewedstrijden voor een plaats in de Premjer-Liga. De club versloeg FK Oeral met 3-2 en komt in het seizoen 2024/25 voor het eerst uit in de Premjer-Liga. Hier speelt de club in de Cosmos Arena in Samara.
Chimki ·
Achmat Grozny · 
Krasnodar · 
Roebin Kazan · 
Dinamo Machatsjkala ·
CSKA Moskou ·
Dinamo Moskou ·
Lokomotiv Moskou ·  
Spartak Moskou · 
Pari Nizjni Novgorod ·
Rostov ·  
Orenburg · 
Krylja Sovetov Samara ·
Zenit Sint-Petersburg · 
Akron Toljatti ·
Fakel Voronezj